# Sympodioplanus capensis
Sympodioplanus capensis är en svampart som beskrevs av R.C. Sinclair & Boshoff 1997. Sympodioplanus capensis ingår i släktet Sympodioplanus, divisionen sporsäcksvampar och riket svampar.   Inga underarter finns listade i Catalogue of Life.